# Riku Helenius
Riku Helenius (* 1. März 1988 in Pälkäne) ist ein ehemaliger finnischer Eishockeytorwart, der zuletzt bei den Dresdner Eislöwen aus der DEL2 unter Vertrag stand. Zuvor spielte er über viele in Nordamerika bei den Norfolk Admirals und Syracuse Crunch sowie bei Jokerit, Ilves Tampere und JYP Jyväskylä in seiner finnischen Heimat.

## Karriere
Riku Helenius begann seine Karriere als Eishockeyspieler in der Jugend des finnischen Erstligisten Ilves Tampere, in der er bis 2007 aktiv war. Zudem saß er von 2005 bis 2007 insgesamt neun Mal für deren Profimannschaft in der SM-liiga auf der Bank ohne jedoch zu spielen. In diesem Zeitraum wurde er im NHL Entry Draft 2006 in der ersten Runde als insgesamt 15. Spieler von den Tampa Bay Lightning ausgewählt.
Nachdem der Torwart in der Saison 2007/08 für die Seattle Thunderbirds in der kanadischen Top-Juniorenliga Western Hockey League auf dem Eis stand, die ihn beim CHL Import Draft 2007 in der ersten Runde als insgesamt 46. Spieler gezogen hatten, gab er in der Saison 2008/09 sein Debüt in der National Hockey League für Tampa, wobei dies sein einziger Einsatz im NHL-Team der Lightning war. Den Rest der Spielzeit verbrachte der Finne in der American Hockey League bei den Norfolk Admirals sowie in der ECHL bei den Mississippi Sea Wolves, Elmira Jackals und Augusta Lynx. Die folgende Saison begann der Finne bei den Norfolk Admirals in der AHL, bei denen Helenius als Back-up von Dustin Tokarski in 12 Spielen das Tor hütete.
Im Januar 2010 wurde er leihweise nach Schweden zu Södertälje SK in die Elitserien geschickt und stand bis zum Saisonende 2009/10 in neun Spielen zwischen den Pfosten. Nachdem Helenius die gesamte Saison 2010/11 bei Södertälje SK verbracht hatte, mit dem er den Ligaerhalt verpasste und in die HockeyAllsvenskan abstieg, wurde der Finne im Mai 2011 von JYP Jyväskylä aus der SM-liiga verpflichtet. Mit JYP gewann er am Saisonende die finnische Meisterschaft und wurde als bester Torhüter mit der Urpo-Ylönen-Trophäe ausgezeichnet.
Zwischen 2012 und 2014 stand Helenius erneut bei der Tampa Bay Lightning unter Vertrag, die ihn in der AHL bei den Syracuse Crunch und in der ECHL bei den Florida Everblades einsetzten. Da er sich dort nicht durchsetzen konnte, wurde sein Vertrag im Februar 2014 aufgelöst.
Zwischen 2014 und 2017 stand er bei Jokerit in der Kontinentalen Hockey-Liga unter Vertrag und absolvierte über 60 KHL-Partien für die Joker.
Ab Juni 2019 stand Helenius erneut bei JYP Jyväskylä in der Liiga unter Vertrag, absolvierte jedoch nur ein Spiel für den Klub. Im November 2019 verließ er den Verein und wurde anschließend per Probevertrag von den Pelicans Lahti verpflichtet. Von den Pelicans wurde er ebenfalls in einem Spiel eingesetzt, erhielt jedoch keinen Vertrag. Mitte Januar 2020 wurde Helenius von den Dresdner Eislöwen aus der DEL2 verpflichtet, die damit auf den Ausfall von Florian Proske reagierten. Bei den Eislöwen stand er bis zum Ende der Saison 2020/21 unter Vertrag und absolvierte 47 Partien für den Klub.
Im August 2021 beendete er seine Karriere und wurde Nachwuchstrainer bei Jokerit Helsinki.

### International
Für Finnland nahm Helenius an der U18-Junioren-Weltmeisterschaft 2006 sowie der U20-Junioren-Weltmeisterschaft 2008 teil.

## Erfolge und Auszeichnungen
- 2006 Silbermedaille bei der U18-Junioren-Weltmeisterschaft
- 2006 Bester Torhüter der U18-Junioren-Weltmeisterschaft
- 2012 Urpo-Ylönen-Trophäe
- 2012 SM-liiga All-Star Team
- 2012 Finnischer Meister mit JYP Jyväskylä

## Statistik
(Stand: Ende der Saison 2020/21)